# Martin Schmid Blechbläsernoten
Der Musikverlag Martin Schmid Blechbläsernoten ist ein Verlag für Blechbläsermusik mit Sitz in Nagold. Damit verbunden ist der Handel mit Fachbüchern, Tonträgern und Noten anderer Verlage.

## Ausrichtung und Angebot
Der Verlag hat sich überwiegend auf die Veröffentlichung von Originalliteratur für (Barock)-Trompete, Posaune und Blechbläserensembles spezialisiert. Schwerpunkt sind dabei Erstausgaben und überarbeitete Neuausgaben von Originalliteratur insbesondere des 18. und 19. Jahrhunderts. Ein besonderes Augenmerk galt von Anfang an auch der historischen Aufführungspraxis durch die musikwissenschaftliche Aufbereitung und öffentliche Bereitstellung von adäquatem Aufführungsmaterial. Später kam spezielle Literatur für das Corno da caccia, aber auch für Klappentrompete, Zink und Serpent hinzu.
Martin Schmid ist der Hauptverleger von Edward H. Tarr, Friedemann Immer, Hans-Jörg Packeiser und Anna Freeman. Die Brass Collection Edward H. Tarr umfasst inzwischen (Stand 2019) über fünfzig Werke alter Meister, die Collection Freeman über zwanzig, die Edition Immer über zehn. Aber auch zeitgenössische Literatur etwa von Klaus Osterloh und Günther Beetz findet sich im Verlagssortiment.
Mit Friedemann Immer und dessen  Trompeten Consort wurde vor allem Alte Musik für Naturtrompeten und Barocktrompetensembles (2–8 Barocktrompeten) mit Orgel, Orchester und teilweise auch Gesang veröffentlicht.
Inzwischen gehören aus dem Bereich Alte Musik auch Werke von Johann Sebastian Bach, Francesco Barsanti, Heinrich Ignaz Franz Biber, Oskar Böhme, William Byrd, Antonio Caldara, Marc-Antoine Charpentier, Guillaume Dufay, Johann Samuel Endler, Johann Friedrich Fasch, Joseph Fiala, Gottfried Finger, Johann Joseph Fux, Christoph Graupner, Paul Hainlein, Georg Friedrich Händel, Joseph Haydn, Johann Wilhelm Hertel, Johann Nepomuk Hummel, Johann Philipp Krieger, Johann Kuhnau, Jean Baptiste Lully, Johann Melchior Molter, Jean-Joseph Mouret, Henry Purcell, Ferdinand Tobias Richter, Johann Heinrich Schmelzer, Johannes Matthias Sperger, Johann Wenzel Anton Stamitz, Tielman Susato, Georg Philipp Telemann und Giuseppe Torelli zum Verlagsprogramm.

## Verlagsgeschichte
Gegründet wurde der Musikverlag durch die beiden damals namensgebenden Unternehmer Ulrich Spaeth und Martin Schmid im Jahr 1989 in Neustetten-Nellingsheim. Nach zwei Jahren wurde der Firmensitz nach Herrenberg verlegt. Im Jahr 2000 wurden die Verlagsräume in Nagold bezogen.
Erste Veröffentlichungen erfolgten zusammen mit Friedemann Immer und dessen  Trompeten Consort.
Im August 2014 ist Ulrich Spaeth ausgeschieden.

## Musikalienfachhandel
Neben dem Verlag führt Martin Schmid ein Endkunden-Verkaufsgeschäft in Nagold mit dazugehörendem Online-Handel für verlagseigene Werke, aber auch für Musikalien von Verlagen, die im Zusammenhang mit Blechbläsermusik stehen. Dazu gehören auch Ausgaben für Alphorn, Blaskapelle, Fanfarenzug, Holzbläserquintett, Jagdhorn, Posaunenchor, Sachbücher über alle Lippenton-Aerophone sowie Lehr- und Unterrichtswerke.